# GnuWin32
GnuWin32 – zestaw natywnych portów wykonywalnych programów komputerowych. Zawiera poprawki i otwarty kod źródłowy dla różnych wersji GNU. Są w nim narzędzia o otwartych źródłach i oprogramowanie, którego znaczna część jest zmodyfikowana odpowiednio dla 32-bitowej platformy Windows.

## Porty w pakietach GnuWin32
- Narzędzia GNU, takie jak: bc, bison, chess, GNU Coreutils, diffutils, ed, Flex, gawk, gettext, grep, Groff, gzip, iconv, less, m4, patch, readline, rx, sharutils, sed, tar, texinfo, utils, wget, which
- Archiwizatory i narzędzia kompresujące, takie jak: arc, arj, bzip2, gzip, lha, zip, zlib
- Narzędzia Non-GNU, takie jak: cygutils, file, ntfsprogs, openssl, pcre
- Narzędzia graficzne
- PDCurses
- Narzędzia przetwarzania tekstu
- Oprogramowanie matematyczne i statystyczne